# Headbangers Ball
A Headbangers Ball egy amerikai zenei tévéműsor volt. Hosszú fennállása alatt több műsorvezető is "levezényelte". Minden epizódban meghívtak egy heavy-metal zenészt vagy együttest és interjút készítettek velük. Természetesen az adott előadó/banda dalait is lejátszották. A főcímdalt az S.O.D. (Stormtroopers of Death) "szolgáltatta", ugyanis a "Milano Mosh" című számuk volt a főcímdal. A sorozat 410 epizódot ért meg. Amerikában először 1987. április 18.-tól 1995. január 28.-ig vetítette az MTV, majd 2003. május 10.-étől 2012. szeptember 13.-ig. Az időtartam változó. Eredetileg 90 percesek voltak az epizódok, később 120 percesre változtak, végül pedig 60 percesek lettek. Magyarországon a nyolcvanas/kilencvenes években az MTV angol verziója vetítette, eredeti nyelven. 2008-ban magyar változat is készült, amelyet késő este sugárzott az MTV. A magyar verzióban természetesen hazai együtteseket is bemutattak. Az itthoni változatot a Blind Myself énekese, Tóth Gergő vezette.